# Porto Barreiro
Porto Barreiro est une municipalité brésilienne située dans l'État du Paraná.